# برت کولمن
برت کولمن (به انگلیسی: Bert Coleman) بازیکن فوتبال زادهٔ ۱۹ اکتبر ۱۸۸۹ اهل انگلستان بود که سابقهٔ بازی در تیم ملی فوتبال انگلستان را در کارنامهٔ خود دارد. وی در تاریخ ۱۴ مارس ۱۹۲۱ تنها بازی ملی خود را در مقابل تیم ملی فوتبال ولز انجام داد.